# Dohma
Dohma település Németországban, azon belül Szászország tartományban. Lakosainak száma 2004 fő (2023. december 31.). Dohma Pirna, Bad Gottleuba-Berggießhübel és Bahretal községekkel határos.

## Népesség
A település népességének változása:
| Lakosok száma | 1965 | 1946 | 1996 | 1995 | 2004 |
|               | 2017 | 2019 | 2021 | 2022 | 2023 |